# Étoile du soir
Pour les articles homonymes, voir The Evening Star.
 (septembre 2021).
Si vous disposez d'ouvrages ou d'articles de référence ou si vous connaissez des sites web de qualité traitant du thème abordé ici, merci de compléter l'article en donnant les références utiles à sa vérifiabilité et en les liant à la section « Notes et références ».
Série
Tendres Passions
(1983)
Pour plus de détails, voir Fiche technique et Distribution.
Étoile du soir (The Evening Star) est un film américain réalisé par Robert Harling, sorti en 1996. Adapté du roman Evening Star (1992) de Larry McMurtry, il fait suite au film multi-oscarisé Tendres Passions sorti en 1983, avec les mêmes acteurs principaux, Shirley MacLaine et Jack Nicholson. Contrairement au premier film, celui-ci est un échec public et critique.

## Synopsis
Au Texas, plus de 10 ans après le décès de sa fille Emma, la sexagénaire Aurora Greenway connait divers démêlés avec son entourage, notamment ses petits-enfants et sa gouvernante Rosie. Elle a par ailleurs une aventure amoureuse avec Jerry Bruckner, un jeune psychiatre. Mais c'est sans compter sa rivale Patsy Carpenter, de 25 ans sa cadette et meilleure amie de sa fille défunte.

## Fiche technique
Sauf indication contraire, les informations mentionnées dans cette section peuvent être confirmées par la base de données cinématographiques IMDb,  présente dans la section « Liens externes ».
- Titre francophone : Étoile du soir
- Titre original : The Evening Star
- Réalisation : Robert Harling
- Scénario : Robert Harling, d’après le roman Evening Star de Larry McMurtry
- Musique : William Ross
- Direction de la photographie : Don Burgess
- Décors : Bruno Rubeo
- Costumes : Renee Ehrlich Kalfus
- Montage : David Moritz, Priscilla Nedd-Friendly
- Pays de production :  États-Unis
- Langue de tournage : anglais
- Production : David Kirkpatrick, Polly Platt, Keith Samples (en)
- Société de production : Rysher Entertainment
- Société de distribution : Paramount Pictures
- Budget : 20 millions de dollars
- Format : couleur — 1.85:1 — son Dolby Digital — 35 mm
- Genre : comédie dramatique
- Durée : 129 minutes
- Dates de sortie :
  - États-Unis : 5 décembre 1996 (Houston) ; 25 décembre 1996 (sortie nationale)
  - France : 4 juin 1997

## Distribution
- Shirley MacLaine (VF : Martine Sarcey) : Aurora Greenway
- Bill Paxton (VF : Michel Papineschi) : Jerry Bruckner
- Juliette Lewis (VF : Marjorie Frantz) : Melanie Horton
- Miranda Richardson (VF : Françoise Dorner) : Patsy Carpenter
- Ben Johnson (VF : Henri Lambert) : Arthur Cotton
- Scott Wolf (VF : Olivier Jankovic) : Bruce
- George Newbern (VF : Éric Herson-Macarel) : Tommy Horton
- Marion Ross (VF : Anna Gaylor) : Rosie Dunlop
- Mackenzie Astin (en) (VF : Maël Davan-Soulas) : Teddy Horton
- Donald Moffat (VF : Michel Bardinet) : Hector Scott
- China Kantner (VF : Françoise Dasque) : Jane
- Jack Nicholson (VF : Jean-Pierre Moulin) : Garrett Breedlove
- Melinda Renna (VF : Françoise Dasque) : Susan, l'infirmière
- Mark Walters (VF : Jean Barney) : le Dr Faulkner
- Alex Morris (VF : Jean-Jacques Nervest) : le professeur Warwick
- Will Wallace (VF : Joël Zaffarano) : le guichetier à l'aéroport

## Production
Le tournage a lieu au Texas (Galveston, Houston, Texas City, Sugar Land) et à Los Angeles.

## Distinctions
- Society of Texas Film Critics Awards 1996 : Prix de la meilleure actrice dans un second rôle à Miranda Richardson.
- Blockbuster Entertainment Awards 1997 : Prix du meilleur second rôle féminin dans un film dramatique à Juliette Lewis.
- Lone Star Film & Television Awards 1997 : 
  - Prix de la meilleure actrice à Shirley MacLaine,
  - Prix du meilleur scénario à Robert Harling,
  - Prix de la meilleure actrice dans un second rôle à Marion Ross.

## Commentaire
Ce film marque la dernière apparition cinématographique de Ben Johnson.